# یواس‌اس سی دبلیو سی (اس‌پی-۷۴۰)
یواس‌اس سی دبلیو سی (اس‌پی-۷۴۰) (به انگلیسی: USS See W. See (SP-740)) یک کشتی بود که طول آن ۶۵ فوت (۲۰ متر) بود. این کشتی  در سال ۱۹۱۵ ساخته شد.